# شولاميث فايرستون
شولاميث «شولي» فايرستون (بالإنجليزية Shulamith Firestone، 7 يناير 1945- 28 أغسطس 2012) هي نسوية راديكالية وكاتبة وناشطة تحمل الجنسيتين الأمريكية والكندية.
كانت فايرستون شخصيةً محوريةً في مراحل التطور الأولى للنسوية الراديكالية والموجة النسوية الثانية، وعضوًا مؤسسًا في ثلاث مجموعات نسوية راديكالية: مجموعة نساء نيويورك الراديكاليات وحركة تحرير المرأة (ريدستوكينغ) ونسويات نيويورك الراديكاليات.
عُرفت فايرستون داخل هذه الحركات الراديكالية بلقبي «الشعلة» و «كرة النار» بسبب الشغف والاندفاع والحماس الذي أظهرته تجاه القضية.
شاركت فايرستون في نشاطيات عديدة، مثل التحدث علنًا في المؤتمر الوطني للسياسيين الجدد في شيكاغو. عندما كانت عضوًا في مجموعات نسوية متنوعة، شاركت أيضًا في عدة نشاطات، بما في ذلك الاعتصام ضد مسابقة ملكة جمال أمريكا، ودفن النسوية التقليدية، والاحتجاج على التحرش الجنسي في حديقة ماديسون سكوير، وتنظيم جلسات عن الإجهاض، وتعطيل الاجتماعات التي تشرع الإجهاض.
في سنة 1970 ألفت فايرستون كتاب «جدلية الجنس: قضية الثورة النسوية» الذي نُشر في شهر سبتمبر من ذلك العام وأصبح نصًا نسويًا مؤثرًا.
أصبح كتاب «جدلية الجنس» والأفكار التي يقدمها مهمًا للنسوية الإلكترونية cyberfeminism (مجموعة من النظريات والممارسات المتعلقة بالتفاعلات بين النسوية والفضاء الإلكتروني) والنسوية الغريبة Xenofeminism (حركة تدعو إلى إلغاء الجنس ومناهضة الطبيعة)، إذ كانت أفكارها طليعةً لمواضيع أخرى متعلقة بالتكنولوجيا والجنس.
في مسيرتها المهنية في الكتابة، ساعدت فايرستون في كتابة وتحرير مجلة حملت اسم «نوتس»، وكان آخر نص كتبته هو «مساحات خالية من الهواء» في عام 1998 والذي تضمن قصصًا قصيرةً ارتبطت جميعها مع تجربتها في الأمراض العقلية ومرض الفصام (سكيزوفرينيا).
أُنتج فيلم وثائقي يحمل اسم «شولي» يصور حياة فايرستون أثناء دراستها ويظهر المحطات الأساسية في رحلتها لتصبح شخصية نسوية ومؤلفة مهمة. لم يُطلق الفيلم الوثائقي الأصلي الذي يعرض قصة فايرستون، ولكن أُطلقت النسخة الترفيهية منه. كافحت فايرستون مع مرض الفصام بعد تقاعدها من النشاطية، وعانت من المرض حتى وفاتها في عام 2012.

## بداية حياتها
وُلدت فايرستون باسم شولاميثث باث شمويل بين آري فيورستين في أوتاوا في كندا بتاريخ 7 يناير 1945، كانت المولود الثاني بين ستة أطفال، والابنة الأولى لأبويين يهوديين أرثوذكس، والدتها كيت فايس يهودية ألمانية فرت من الهولوكوست (إبادة جماعية حدثت أثناء الحرب العالمية الثانية وقُتل فيها نحو 6 ملايين يهودي أوروبي على يد النظام النازي لأدولف هتلر والمتعاونين معه) ووالدها سول فيورستين بائع من بروكلين.
عندما كان عمر فايرستون أربعة أشهر، شارك والدها في تحرير المعتقلين في معسكر بيرغن بيلسن (معسكر اعتقال نازي) في ألمانيا. وعندما أصبحت فايرستون طفلة، غير أفراد عائلتها لقبهم ليصبح إنجليزيًا، وأُصبحت كنيتهم فايرستون، وانتقلوا إلى مدينة سانت لويس في ولاية ميسوري الأمريكية.
اعتنق والدها اليهودية الأرثوذوكسية عندما كان مراهقًا، ووفقًا للصحفية سوزان فالودي، وضع والدها قيودًا شديدةً على أطفاله نتيجة اندفاعه بعد تحوله لليهودية الأرثوذكسية. قالت إحدى أخوات فارستون للصحفية فلودي: «ألقى والدي جل غضبه على شولي».
عارضت فايرستون التعصب الجنسي العائلي (التمييز بين الأبناء الذكور والإناث على أساس الجنس)؛ كان يُتوقع منها أن ترتب سرير أخيها، إذ كان يقول لها والدها: «يجب عليكِ ذلك لأنك فتاة»، وتتذكر أخت أخرى لها تدعى لايا فايرستون سيغي بأن الأب والابنة (شولي وأبيها) كانا يهددان بعضها بالقتل.
وُصفت أم فايرستون بلسان شقيقتها تيرزا أن لديها نظرة سلبية عن الأنوثة بسبب خضوعها للمبادئ التي تقول إن «هذا ما يجب على المرأة اليهودية فعله».

## التعليم و «شولي»
درست فايرستون في معهد يافنيه للمعلمين في كليفلاند (أسسه الآباء والأمهات الذين أرادوا الجمع بين التعليم العلماني واليهودي لأبنائهم، وهو المؤسسة الشقيقة لـ «تيلشي إيشيفا») وحصلت على درجة البكلوريوس من جامعة واشنطن في سانت لويس، وفي عام 1967 حصلت على درجة البكلوريوس في الفنون الجميلة (بي إف إيه) في الرسم من مدرسة الفنون التابعة لمعهد الفنون الجميلة في شيكاغو (إس إي آي سي).
في نفس السنة وفي أثناء دراستها في مدرسة الفنون، كانت فايرستون موضوع فيلم وثائقي للطلاب، لكنه لم يصدر أبدًا، وقد أعاد منتج الأفلام التجريبية إليزابيث سوبرين اكتشافه في العقد الأخير من القرن العشرين، إذ أعاد تصوير الفيلم الأصلي مع الممثلة كيم سوس التي لعبت دور فايرستون البالغة من العمر 22 سنة.
كانت سوس أيضًا مصممة الأزياء الخاصة بالفيلم ومسؤولة الملكية فيه (خازن أدوات التمثيل هو شخص موظف فني وتنظيمي في الفيلم).
صدر الفيلم في عام 1997 باسم «شولي» وحصل على جائزتين، بما فيها جائزة جمعية نقاد السينما في لوس أنجلوس عام 1998. صور الفيلم حياة فايرستون الطالبة الشابة ورحلتها لتصبح واحدة من أبرز نسويات الموجة الثانية والمؤلفات النسويات في القرن العشرين.
في عام 1998، كرمت جمعية نقاد السينما في لوس أنجلوس الفيلم بجائزة الأفلام ومقاطع الفيديو المستقلة/التجريبية، إذ تلقى الثناء إلى جانب أفلام أخرى مثل «إنقاذ الجندي رايان» و «حياة حشرة» و«راشمور»، وبعد عامين حصل الفيلم الوثائقي على «الجائزة التجريبية» من مهرجان نيو إنجلاند للسينما والفيديو.
وأُعجبت مجلة النيويوركر بالفيلم لاستخدامه الفكر الجدلي (مفهوم مشتق من عمل فايرستون) في إنتاج فيلم أُعد قبل عقود من تصويره.

## نشاطاتها

### النسوية الراديكالية
اعتُبرت فارستون نسوية راديكالية لأنها اعتقدت أن اضطهاد النساء مرتبط مباشرةً بأدوار جنس النظام الأبوي، وكانت أحد معتقداها الراديكالية أن اضطهاد المرأة ينجم عن السيطرة على جسدها.
تقول فارستون في كتابها «في جدلية الجنس: قضية الثورة النسوية» (1970) إنه علينا الاستثمار في التكنولوجيا المتقدمة من أجل تحرير النساء منذ ولادتهن.
تتفق تصوراتها عن الولادة مع الفكر النسوي الراديكالي في ذلك الوقت، ويمكن النظر إلى وجهات نظرها في كتابها «جدلية الجنس» على أنها مقدمة للنسوية الإلكترونية، وعلاوةً على ذلك، نُظر إلى أفعالها التي شكلت جزءًا من مجموعات نسويات مختلفة على أنها راديكالية، إذ ناقشت قضايا تخص حياة المرأة لم تُناقش من قبل خاصةً من قِبل النساء.

### ويست سايد
في عام 1967، عندما كانت فايرستون في الثانية والعشرين من عمرها، حضرت مع نحو ألفي ناشط شاب آخر المؤتمر الوطني للسياسيين الجدد في شيكاغو، هناك حيث التقت فايرستون بجو فريمان وقد جمعهما الغضب المشترك ردًا على رفض قضايا المرأة في المؤتمر. طرحت المرأتان حلًا يدعو إلى وضع قوانين العلاقات الزوجية والملكية الخاصة و «السيطرة الكاملة للنساء على جسدهن».
قيل للمرأتين بأن طرحهما ليس مهمًا بما فيه الكفاية لتكون هناك أرضية للنقاش، وفي النهاية تمكنتا من إضافة بيانهما إلى نهاية جدول المؤتمر، ولكنه لم يُناقش. رفض المدير ويليام فرانسيس بيير التعريف بأي من النساء اللواتي ينتظرن التحدث وبدلًا من ذلك دعا أحدًا ليتحدث عن «الأمريكي المنسي، الهندي الأمريكي»، وعندما اتجهت خمس نساء بما فيهن فايرستون إلى المنصة بهدف الاحتجاج، ربت بيير على رأس فايرستون وقال لها «اهدأي أيتها الفتاة الصغيرة، لدينا أشياء أهم بكثير من مشاكل النساء لنتحدث عنها»، وبعد ذلك بوقت قصير دعت فايرستون وفريمان إلى اجتماع نتجت عنه أول مجموعة تحرر نسائية في شيكاغو. عرفت هذه المجموعة باسم «ويست سايد» لأنها اجتمعت أسبوعيًا في شقة فريمان في الجانب الغربي من شيكاغو.